# Earl of Castlehaven

Wappen der Earls of Castlehaven

Earl of Castlehaven war ein erblicher Adelstitel in der Peerage of Ireland. Der Titel war nach der irischen Gemeinde Castlehaven im County Cork benannt, die heute aus den Orten Union Hall und Castletownshend besteht.

## Verleihungen
Der Titel wurde am 6. September 1616 für George Tuchet, 11. Baron Audley geschaffen. Zusammen mit dem Earldom wurde ihm ebenfalls in der Peerage of Ireland der Titel Baron Audley of Orier verliehen. Er hatte bereits 1563 von seinem Vater die 1313 bzw. 1403 in der Peerage of England geschaffenen Titel 11. Baron Audley und 8. Baron Tuchet geerbt.
Der 2. Earl wurde 1631 wegen Sodomie hingerichtet und ihm wurden seine englischen Titel aberkannt. Seinem Sohn, dem 3. Earl, wurde am 3. Juni 1633 mit Präzedenz für seinen Großvater in der Peerage of England der Titel Baron Audley of Hely verliehen. Als diese Verleihung als unzureichend erschien, ihm die seinem Vater aberkannten Titel zu ersetzen, wurden ihm diese 1678 wiederhergestellt. Ironischerweise wurde er noch im selben Jahr im Zuge der Testakte aus dem House of Lords ausgeschlossen, weil er Katholik war.
Das Earldom sowie die Baronien von 1616 und 1633 erloschen beim Tod des 8. Earls am 22. April 1777.

## Liste der Earls of Castlehaven (1616)
- George Tuchet, 1. Earl of Castlehaven (1551–1617)
- Mervyn Tuchet, 2. Earl of Castlehaven (1593–1631)
- James Tuchet, 3. Earl of Castlehaven (um 1617–1684)
- Mervyn Tuchet, 4. Earl of Castlehaven († 1686)
- James Tuchet, 5. Earl of Castlehaven († 1700)
- James Tuchet, 6. Earl of Castlehaven († 1740)
- James Tuchet, 7. Earl of Castlehaven (1723–1769)
- John Tuchet, 8. Earl of Castlehaven (1724–1777)